# جيك بيتس
جيك بيتس (بالإنجليزية: Jake Pitts)‏ هو عازف قيثارة وكاتب أغاني وموسيقي ومهندس ومنتج أسطوانات أمريكي، ولد في 21 أغسطس 1985 في أيداهو في الولايات المتحدة.

## وصلات خارجية
- جيك بيتس على موقع ميوزك برينز (الإنجليزية)
- جيك بيتس على موقع ديسكوغز (الإنجليزية)